# العلاقات الأردنية الفيتنامية
العلاقات الأردنية الفيتنامية هي العلاقات الثنائية التي تجمع بين الأردن وفيتنام.

## مقارنة بين البلدين
هذه مقارنة عامة ومرجعية للدولتين:
| وجه المقارنة                                              | الأردن                   | فيتنام           |
| --------------------------------------------------------- | ------------------------ | ---------------- |
| المساحة (كم2)                                             | 89.34 ألف                | 331.69 ألف       |
| عدد السكان (نسمة)                                         | 9.81 مليون               | 94.66 مليون      |
| الكثافة السكانية (ن./كم²)                                 | 109.81                   | 285.39           |
| العاصمة                                                   | عمان                     | هانوي            |
| اللغة الرسمية                                             | اللغة العربية            | اللغة الفيتنامية |
| العملة                                                    | دينار أردني              | دونغ فيتنامي     |
| الناتج المحلي الإجمالي (بليون دولار)                      | 40.07 مليار              | 234.19 مليار     |
| الناتج المحلي الإجمالي (تعادل القوة الشرائية) بليون دولار | 82.80 مليار              | 553.42 مليار     |
| الناتج المحلي الإجمالي الاسمي للفرد دولار أمريكي          | 4.94 ألف                 | 2.48 ألف         |
| الناتج المحلي الإجمالي للفرد دولار أمريكي                 | 12.05 ألف                | 5.63 ألف         |
| مؤشر التنمية البشرية                                      | 0.748                    | 0.666            |
| رمز المكالمات الدولي                                      | +962                     | +84              |
| رمز الإنترنت                                              | .jo                      | .vn              |
| المنطقة الزمنية                                           | ت ع م+02:00، ت ع م+03:00 | ت ع م+07:00      |

## منظمات دولية مشتركة
يشترك البلدان في عضوية مجموعة من المنظمات الدولية، منها:
| علم المنظمة | اسم المنظمة                        | تاريخ انضمام الأردن | تاريخ انضمام فيتنام |
| ----------- | ---------------------------------- | ------------------- | ------------------- |
|             | وكالة ضمان الاستثمار متعدد الأطراف | 12 أبريل 1988       | 5 أكتوبر 1994       |
|             | منظمة الشرطة الجنائية الدولية      | ?                   | ?                   |
|             | منظمة حظر الأسلحة الكيميائية       | ?                   | ?                   |
|             | منظمة التجارة العالمية             | ?                   | 11 يناير 2007       |
|             | الأمم المتحدة                      | 14 ديسمبر 1955      | 20 سبتمبر 1977      |
|             | مؤسسة التمويل الدولية              | 20 يوليو 1956       | 4 أغسطس 1967        |
|             | يونسكو                             | 14 يونيو 1950       | 6 يوليو 1951        |
|             | مؤسسة التنمية الدولية              | 4 أكتوبر 1960       | 24 سبتمبر 1960      |
|             | البنك الدولي للإنشاء والتعمير      | 29 أغسطس 1952       | 21 سبتمبر 1956      |
|             | الاتحاد البريدي العالمي            | ?                   | ?                   |
|             | الاتحاد الدولي للاتصالات           | 20 مايو 1947        | 24 سبتمبر 1951      |

## وصلات خارجية
- موقع وزارة الخارجية الأردنية
- موقع وزارة الخارجية الفيتنامية